# Golden Globe de la meilleure contribution télévisée
Le Golden Globe de la meilleure contribution télévisée (Television Achievement) est une récompense télévisuelle décernée annuellement de 1956 à 1961 par la Hollywood Foreign Press Association. Elle a été remplacée en 1962 par les catégories Golden Globe du meilleur acteur dans une série télévisée et Golden Globe de la meilleure actrice dans une série télévisée.

## Palmarès
- 1956 : Desi Arnaz et Dinah Shore - ex æquo
- 1957 : Non communiqué
- 1958 : Jack Benny, Eddie Fisher, Alfred Hitchcock et Mike Wallace - ex æquo
- 1959 : Paul Coates, William Orr, Red Skelton, Ann Sothern, Ed Sullivan, Loretta Young - ex æquo
- 1960 : Edward R. Murrow
- 1961 : William Hanna, Walter Cronkite - ex æquo